# Ministre des Finances (Canada)
Le ministre des Finances (en anglais : Minister of Finance) est le ministre de la Couronne responsable de la politique budgétaire et du budget du gouvernement fédéral du Canada.
L'actuel ministre des Finances et des Affaires intergouvernementales est François-Philippe Champagne, en poste depuis le 14 mars 2025 sous le cabinet de Mark Carney.

## Liste des titulaires
| No.  | Photo            | Ministre                                 | Dates de mandat                                | Dates de mandat   | Parti politique           | Conseil des ministres    |
| ---- | ---------------- | ---------------------------------------- | ---------------------------------------------- | ----------------- | ------------------------- | ------------------------ |
| 1    |                  | Alexander Galt                           | 1er juillet 1867                               | 7 novembre 1867   | Libéral-conservateur      | 1 (Macdonald)            |
| 2    |                  | Sir John Rose                            | 18 novembre 1867                               | 30 septembre 1869 | Libéral-conservateur      | 1 (Macdonald)            |
| 3    |                  | Sir Francis Hincks                       | 9 octobre 1869                                 | 21 février 1873   | Libéral-conservateur      | 1 (Macdonald)            |
| 4    |                  | Samuel Leonard Tilley (1re fois)         | 22 février 1873                                | 5 novembre 1873   | Libéral-conservateur      | 1 (Macdonald)            |
| 5    |                  | Richard John Cartwright                  | 7 novembre 1873                                | 16 octobre 1878   | Libéral                   | 2 (Mackenzie)            |
| (4)  |                  | Sir Samuel Leonard Tilley (2e fois)      | 17 octobre 1878                                | 11 novembre 1885  | Libéral-conservateur      | 3 (Macdonald)            |
| –    |                  | VACANT                                   | 11 novembre 1885                               | 10 décembre 1885  | —                         | 3 (Macdonald)            |
| 6    |                  | Archibald McLelan                        | 10 décembre 1885                               | 27 janvier 1887   | Conservateur (1867–1942)  | 3 (Macdonald)            |
| 7    |                  | Sir Charles Tupper                       | 27 janvier 1887                                | 22 mai 1888       | Conservateur (1867–1942)  | 3 (Macdonald)            |
| 8    |                  | George Foster (1re fois)                 | 29 mai 1888                                    | 6 juin 1891       | Conservateur (1867–1942)  | 3 (Macdonald)            |
| 8    | 16 juin 1891     | George Foster (1re fois)                 | 24 novembre 1892                               | 4 (Abbott)        | Conservateur (1867–1942)  |                          |
| 8    | 5 décembre 1892  | George Foster (1re fois)                 | 12 décembre 1894                               | 5 (Thompson)      | Conservateur (1867–1942)  |                          |
| 8    | 21 décembre 1894 | George Foster (1re fois)                 | 6 janvier 1896                                 | 6 (Bowell)        | Conservateur (1867–1942)  |                          |
| –    |                  | Sir Mackenzie Bowell (Par intérim)       | 6 janvier 1896                                 | 6 (Bowell)        | 15 janvier 1896           | Conservateur (1867–1942) |
| (8)  |                  | George Foster (2e fois)                  | 15 janvier 1896                                | 6 (Bowell)        | 27 avril 1896             | Conservateur (1867–1942) |
| (8)  | 1er mai 1896     | George Foster (2e fois)                  | 8 mai 1896                                     | 7 (Tupper)        |                           | Conservateur (1867–1942) |
| –    |                  | VACANT                                   | 8 juillet 1896                                 | 20 juillet 1896   | —                         | 8 (Laurier)              |
| 9    |                  | William Stevens Fielding (1re fois)      | 20 juillet 1896                                | 6 octobre 1911    | Libéral                   | 8 (Laurier)              |
| 10   |                  | Sir Thomas White                         | 10 octobre 1911                                | 2 août 1919       | Conservateur (1867–1942)  | 9•10 (Borden)            |
| 11   |                  | Sir Henry Drayton (1re fois)             | 2 août 1919                                    | 10 juillet 1920   | Conservateur (1867-1942)  | 9•10 (Borden)            |
| 11   | 10 juillet 1920  | Sir Henry Drayton (1re fois)             | 29 décembre 1921                               | 11 (Meighen)      | Conservateur (1867-1942)  |                          |
| (9)  |                  | William Stevens Fielding (2e fois)       | 29 décembre 1921                               | 5 septembre 1925  | Libéral                   | 12 (King)                |
| 12   |                  | James Robb (1re fois)                    | 5 septembre 1925                               | 29 juin 1926      | Libéral                   | 12 (King)                |
| –    |                  | Sir Henry Drayton (2e fois, par intérim) | 29 juin 1926                                   | 13 juillet 1926   | Conservateur (1867–1942)  | 13 (Meighen)             |
| 13   |                  | Richard Bedford Bennett (1re fois)       | 13 juillet 1926                                | 25 septembre 1926 | Conservateur (1867-1942)  | 13 (Meighen)             |
| (12) |                  | James Robb (2e fois)                     | 25 septembre 1926                              | 11 novembre 1929  | Libéral                   | 14 (King)                |
| 14   |                  | Charles Avery Dunning                    | 26 novembre 1929                               | 7 août 1930       | Libéral                   | 14 (King)                |
| (13) |                  | Richard Bedford Bennett (2e fois)        | 7 août 1930                                    | 2 février 1932    | Conservateur (1867–1942)  | 15 (Bennett)             |
| 15   |                  | Edgar Nelson Rhodes                      | 3 février 1932                                 | 24 octobre 1935   | Conservateur (1867-1942)  | 15 (Bennett)             |
| (14) |                  | Charles Avery Dunning (2e fois)          | 24 octobre 1935                                | 6 septembre 1939  | Libéral                   | 16 (King)                |
| 16   |                  | James Ralston                            | 6 septembre 1939                               | 4 juillet 1940    | Libéral                   | 16 (King)                |
| 17   |                  | James Lorimer Ilsley                     | 8 juillet 1940                                 | 10 décembre 1946  | Libéral                   | 16 (King)                |
| 18   |                  | Douglas Abbott                           | 10 décembre 1946                               | 15 novembre 1948  | Libéral                   | 16 (King)                |
| 18   | 15 novembre 1948 | Douglas Abbott                           | 30 juin 1954                                   | 17 (St. Laurent)  | Libéral                   |                          |
| 19   |                  | Walter Harris                            | 1er juillet 1954                               | 17 (St. Laurent)  | 21 juin 1957              | Libéral                  |
| 20   |                  | Donald Fleming                           | 21 juin 1957                                   | 9 août 1962       | Progressiste-conservateur | 18 (Diefenbaker)         |
| 21   |                  | George Nowlan                            | 9 août 1962                                    | 22 avril 1963     | Progressiste-conservateur | 18 (Diefenbaker)         |
| 22   |                  | Walter L. Gordon                         | 22 avril 1963                                  | 11 novembre 1965  | Libéral                   | 19 (Pearson)             |
| 23   |                  | Mitchell Sharp                           | 11 novembre 1965 (Par intérim jusqu'au 18 déc) | 20 avril 1968     | Libéral                   | 19 (Pearson)             |
| 24   |                  | Edgar Benson                             | 20 avril 1968                                  | 28 janvier 1972   | Libéral                   | 20 (P. Trudeau)          |
| 25   |                  | John Turner                              | 28 janvier 1972                                | 10 septembre 1975 | Libéral                   | 20 (P. Trudeau)          |
| –    |                  | Bud Drury (Par intérim)                  | 10 septembre 1975                              | 26 septembre 1975 | Libéral                   | 20 (P. Trudeau)          |
| 26   |                  | Donald Stovel Macdonald                  | 26 septembre 1975                              | 16 septembre 1977 | Libéral                   | 20 (P. Trudeau)          |
| 27   |                  | Jean Chrétien                            | 16 juin 1977                                   | 4 juin 1979       | Libéral                   | 20 (P. Trudeau)          |
| 28   |                  | John Crosbie                             | 4 juin 1979                                    | 3 mars 1980       | Progressiste-conservateur | 21 (Clark)               |
| 29   |                  | Allan MacEachen                          | 3 mars 1980                                    | 10 septembre 1982 | Libéral                   | 22 (P. Trudeau)          |
| 30   |                  | Marc Lalonde                             | 10 septembre 1982                              | 30 juin 1984      | Libéral                   | 22 (P. Trudeau)          |
| 30   | 30 juin 1984     | Marc Lalonde                             | 17 septembre 1984                              | 23 (Turner)       | Libéral                   |                          |
| 31   |                  | Michael Wilson                           | 17 septembre 1984                              | 21 avril 1991     | Progressiste-conservateur | 24 (Mulroney)            |
| 32   |                  | Don Mazankowski                          | 21 avril 1991                                  | 25 juin 1993      | Progressiste-conservateur | 24 (Mulroney)            |
| 33   |                  | Gilles Loiselle                          | 25 juin 1993                                   | 4 novembre 1993   | Progressiste-conservateur | 25 (Campbell)            |
| 34   |                  | Paul Martin                              | 4 novembre 1993                                | 2 juin 2002       | Libéral                   | 26 (Chrétien)            |
| 35   |                  | John Manley                              | 2 juin 2002                                    | 12 décembre 2003  | Libéral                   | 26 (Chrétien)            |
| 36   |                  | Ralph Goodale                            | 12 décembre 2003                               | 6 février 2006    | Libéral                   | 27 (Martin)              |
| 37   |                  | Jim Flaherty                             | 6 février 2006                                 | 18 mars 2014      | Conservateur              | 28 (Harper)              |
| 38   |                  | Joe Oliver                               | 19 mars 2014                                   | 4 novembre 2015   | Conservateur              | 28 (Harper)              |
| 39   |                  | Bill Morneau                             | 4 novembre 2015                                | 17 août 2020      | Libéral                   | 29 (J. Trudeau)          |
| 40   |                  | Chrystia Freeland                        | 18 août 2020                                   | 16 décembre 2024  | Libéral                   | 29 (J. Trudeau)          |
| 41   |                  | Dominic LeBlanc                          | 16 décembre 2024                               | 14 mars 2025      | Libéral                   | 29 (J. Trudeau)          |
| 42   |                  | François-Philippe Champagne              | 14 mars 2025                                   | en cours          | Libéral                   | 30 (M. Carney)           |

### Postes connexes

#### Ministre d'État (Privatisation) (1986-1993)
| Titulaire Intitulé                                       | Titulaire Intitulé                                                       | Parti                                                    | Début           | Fin             | Cabinet        |
| -------------------------------------------------------- | ------------------------------------------------------------------------ | -------------------------------------------------------- | --------------- | --------------- | -------------- |
|                                                          | Barbara McDougall Ministre d'État (Privatisation)                        | PC                                                       | 30 juin 1986    | 30 mars 1988    | 24e (Mulroney) |
| Le vice-premier ministre est chargé de la privatisation. | Le vice-premier ministre est chargé de la privatisation.                 | Le vice-premier ministre est chargé de la privatisation. | 31 mars 1988    | 29 janvier 1989 | 24e (Mulroney) |
|                                                          | John McDermid Ministre d'État (Privatisation et Affaires réglementaires) | PC                                                       | 30 janvier 1989 | 25 février 1991 | 24e (Mulroney) |
|                                                          | John McDermid Ministre d'État (Finances et Privatisation)                | PC                                                       | 26 février 1991 | 24 juin 1993    | 24e (Mulroney) |

#### Ministre d'État (Institutions financières) (1993-2004)
| Titulaire Intitulé | Titulaire Intitulé                                                               | Parti   | Début            | Fin              | Cabinet        |
| ------------------ | -------------------------------------------------------------------------------- | ------- | ---------------- | ---------------- | -------------- |
|                    | Douglas Peters Secrétaire d'État — Institutions financières internationales      | Libéral | 4 novembre 1993  | 10 juin 1997     | 26e (Chrétien) |
|                    | Jim Peterson Secrétaire d'État — Institutions financières internationales        | Libéral | 11 juin 1997     | 14 janvier 2002  | 26e (Chrétien) |
|                    | John McCallum Secrétaire d'État — Institutions financières internationales       | Libéral | 15 janvier 2002  | 25 mai 2002      | 26e (Chrétien) |
|                    | Maurizio Bevilacqua Secrétaire d'État — Institutions financières internationales | Libéral | 26 mai 2002      | 11 décembre 2003 | 26e (Chrétien) |
|                    | Denis Paradis Ministre d'État — Institutions financières                         | Libéral | 12 décembre 2003 | 19 juillet 2004  | 27e (Martin)   |

#### Ministre d'État (Finances) (1980-2015)
| Titulaire Parti  | Titulaire Parti  | Titulaire Parti                             | Début             | Fin               | Cabinet          |
| ---------------- | ---------------- | ------------------------------------------- | ----------------- | ----------------- | ---------------- |
|                  |                  | Pierre Bussières Libéral                    | 3 mars 1980       | 29 septembre 1982 | 22e (P. Trudeau) |
|                  |                  | Paul Cosgrove Libéral                       | 30 septembre 1982 | 11 août 1983      | 22e (P. Trudeau) |
|                  |                  | Roy MacLaren Libéral                        | 17 août 1983      | 29 juin 1984      | 22e (P. Trudeau) |
| Pas de titulaire | Pas de titulaire | Pas de titulaire                            | 30 juin 1984      | 16 septembre 1984 | 23e (Turner)     |
|                  |                  | Barbara McDougall Progressiste-conservateur | 17 septembre 1984 | 30 juin 1986      | 24e (Mulroney)   |
|                  |                  | Tom Hockin Progressiste-conservateur        | 30 juin 1986      | 29 janvier 1989   | 24e (Mulroney)   |
|                  |                  | Gilles Loiselle Progressiste-conservateur   | 30 janvier 1989   | 24 juin 1993      | 24e (Mulroney)   |
|                  |                  | Ted Menzies Conservateur                    | 4 janvier 2011    | 14 juillet 2013   | 28e (Harper)     |
|                  |                  | Kevin Sorenson Conservateur                 | 15 juillet 2013   | 4 novembre 2015   | 28e (Harper)     |

#### Ministre associé des Finances (2021-2023)
| Titulaire Intitulé | Titulaire Intitulé | Titulaire Intitulé                                                                            | Parti   | Début            | Fin             | Cabinet       |
| ------------------ | ------------------ | --------------------------------------------------------------------------------------------- | ------- | ---------------- | --------------- | ------------- |
|                    |                    | Mona Fortier Ministre de la Prospérité de la classe moyenne et ministre associée des Finances | Libéral | 20 novembre 2019 | 26 octobre 2021 | 29e (Trudeau) |
|                    |                    | Randy Boissonnault Ministre du Tourisme et ministre associé des Finances                      | Libéral | 27 octobre 2021  | 25 juillet 2023 | 29e (Trudeau) |